# Gelechiini
A Gelechiini a valódi lepkék (Glossata) alrendjébe tartozó sarlós ajkú molyfélék (Gelechiidea) családjának névadó nemzetsége mintegy 30 nemmel. Magyarul a legtöbbjüket ilyen-olyan sarlósmolynak hívjuk, kivéve a Chionodes nem fajait; utóbbiak az örvösmolyok.

## Származása, elterjedése
A fajok többsége trópusi, de tíz nemnek:
- Aroga
- Athrips
- Chionodes
- Filatima
- Gelechia
- Mirificarma
- Neofriseria
- Prolita
- Psoricoptera
- Sophronia

Európában is élnek fajai, sőt, mind a tíz nemnek Magyarországon is (Pastorális, 2011):
- Aroga nem (Busck, 1914):
  - aranyfejű sarlósmoly (Aroga flavicomella Zeller, 1839) — Magyarországon közönséges Fazekas, 2001; Buschmann, 2003; Pastorális, 2011; Pastorális & Szeőke, 2011);
  - sóskaszövő sarlósmoly (Aroga velocella Duponchel, 1838) — Magyarországon közönséges (Horváth, 1997; Fazekas, 2001; Buschmann, 2003; Pastorális, 2011; Pastorális & Szeőke, 2011);
- Athrips nem (Billberg, 1820):
  - fehérsávú sarlósmoly (Athrips amoenella Frey, 1882) — Magyarországon szórványos (Pastorális, 2011)
  - lonclevél-sarlósmoly (Athrips mouffetella L., 1758) — Magyarországon sokfelé előfordul (Pastorális, 2011; Pastorális & Szeőke, 2011);
  - lucernafonó sarlósmoly (Athrips nigricostella Duponchel, 1842) — Magyarországon közönséges (Pastorális, 2011; Pastorális & Szeőke, 2011);
  - kutyabenge-sarlósmoly (Athrips rancidella, A. triatomea, A. vepretella Herrich-Schäffer, 1854) — Magyarországon többfelé előfordul (Fazekas, 2001; Pastorális, 2011; Pastorális & Szeőke, 2011);
- Chionodes nem (Hb., 1825)
  - ürömszövő örvösmoly (Chionodes distinctella Zeller, 1839) — Magyarországon sokfelé előfordul (Fazekas, 2001; Pastorális, 2011; Pastorális & Szeőke, 2011);
  - fenyőrágó örvösmoly (Chionodes electella Zeller, 1839) — Magyarországon sokfelé előfordul (Fazekas, 2001; Buschmann, 2003; Pastorális, 2011);
  - mohalakó örvösmoly (Chionodes fumatella, Ch. oppletella Douglas, 1850) — Magyarországon sokfelé előfordul (Horváth, 1997; Pastorális, 2011; Pastorális & Szeőke, 2011);
  - skandináv örvösmoly (Chionodes ignorantella Herrich-Schäffer, 1854) — Magyarországon szórványos (Pastorális, 2011);
  - havasi örvösmoly (Chionodes luctuella Hb., 1793) — Magyarországon szórványos (Pastorális, 2011)
  - szarvaskerep-örvösmoly (Chionodes lugubrella Fabricius, 1794) — Magyarországon többfelé előfordul (Pastorális, 2011);
  - vörosfenyő-örvösmoly (Chionodes tragicella Heyden, 1865) — Magyarországon szórványos (Pastorális, 2011; Pastorális & Szeőke, 2011);
- Filatima nem (Busck, 1930
  - kökénymoha-sarlósmoly (Filatima spurcella Duponchel, 1843) — Magyarországon közönséges (Buschmann, 2003; Pastorális, 2011; Pastorális & Szeőke, 2011);
  - baltajegyű sarlósmoly (Filatima tephritidella Duponchel, 1844) — Magyarországon szórványos (Pastorális, 2011; Pastorális & Szeőke, 2011);
  - ukrajnai sarlósmoly (Filatima ukrainica V. I. Piskunov, 1971) — Magyarországon szórványos (Pastorális, 2011);
- Gelechia nem (Hb., 1825)
  - fűzfaszövő sarlósmoly (Gelechia asinella Hb., 1796) — Magyarországon szórványos (Pastorális, 2011);
  - hamuszürke sarlósmoly (Gelechia basipunctella, G. albicans, G. basiguttella Herrich-Schäffer, 1854) — Magyarországon szórványos (Pastorális, 2011);
  - fűzbarka-sarlósmoly (Gelechia muscosella Zeller, 1839) — Magyarországon közönséges (Horváth, 1997; Fazekas, 2001; Buschmann, 2003; Pastorális, 2011; Pastorális & Szeőke, 2011);
  - kormos sarlósmoly (Gelechia nigra Haworth, 1828) — Magyarországon közönséges (Fazekas, 2001; Pastorális, 2011);
  - gyümölcslevélszövő sarlósmoly (Gelechia rhombella Denis & Schiffermüller, 1775) — Magyarországon közönséges (Buschmann, 2003; Pastorális, 2011; Pastorális & Szeőke, 2011);
  - nyárfalevélszövő sarlósmoly (Gelechia rhombelliformis, G. rhombella Staudinger, 1871) — Magyarországon többfelé előfordul (Buschmann, 2003; Pastorális, 2011; Pastorális & Szeőke, 2011);
  - borókarágó sarlósmoly (Gelechia sabinellus, G. sabinella Zeller, 1839) — Magyarországon sokfelé előfordul (Fazekas, 2001; Buschmann, 2003; Pastorális, 2011);
  - kökényvirág-sarlósmoly (Gelechia scotinella, G. lakatensis Herrich-Schäffer, 1854) — Magyarországon közönséges (Horváth, 1997; Fazekas, 2001; Buschmann, 2003; Pastorális, 2011; Pastorális & Szeőke, 2011);
  - borókalakó sarlósmoly (Gelechia senticetella Staudinger, 1859) — Magyarországon többfelé előfordul (Pastorális, 2011);
  - talléros sarlósmoly (Gelechia sestertiella Herrich-Schäffer, 1854) — Magyarországon szórványos (Pastorális, 2011);
  - fehérkeretes sarlósmoly (Gelechia sororculella Hb., 1817) — Magyarországon többfelé előfordul (Buschmann, 2003; Pastorális, 2011);
  - nagy sarlósmoly (Gelechia turpella, G. pinguinella Denis & Schiffermüller, 1775) — Magyarországon közönséges (Horváth, 1997; Fazekas, 2001; Buschmann, 2003; Pastorális, 2011);
- Mirificarma nem (Gozmány, 1955):
  - zanótszövő sarlósmoly (Mirificarma cytisella Treitschke, 1833) — Magyarországon sokfelé előfordul (Fazekas, 2001; Pastorális, 2011; Pastorális & Szeőke, 2011);
  - rozsdaszínű sarlósmoly (Mirificarma eburnella, M. flammella Denis & Schiffermüller, 1775) — Magyarországon közönséges (Fazekas, 2001; Buschmann, 2003; Pastorális, 2011; Pastorális & Szeőke, 2011);
  - seprőzanót-sarlósmoly (Mirificarma lentiginosella Zeller, 1839) — Magyarországon többfelé előfordul (Fazekas, 2001; Pastorális, 2011; Pastorális & Szeőke, 2011);
  - feketepettyes sarlósmoly (Mirificarma maculatella Hb., 1796) — Magyarországon közönséges (Horváth, 1997; Buschmann, 2003; Pastorális, 2011; Pastorális & Szeőke, 2011);
  - seprőzanótvirág-sarlósmoly (Mirificarma mulinella Zeller, 1839) — Magyarországon szórványos (Pastorális, 2011);
- Neofriseria nem (Sattler, 1960):
  - sóskaszár-sarlósmoly (Neofriseria peliella Treitschke, 1835) — Magyarországon szórványos (Pastorális, 2011);
  - mohaszövő sarlósmoly (Neofriseria singula, N. suppeliella Staudinger, 1876) — Magyarországon szórványos (Buschmann, 2003; Pastorális, 2011);
- Prolita nem (Leraut, 1993):
  - galajszövő sarlósmoly (Prolita solutella, P. pribitzeri Zeller, 1839) — Magyarországon közönséges (Fazekas, 2001; Buschmann, 2003; Pastorális, 2011; Pastorális & Szeőke, 2011);
- Psoricoptera nem (Stainton, 1854
  - levélsodró sarlósmoly (Psoricoptera gibbosella Zeller, 1839) — Magyarországon sokfelé előfordul (Pastorális, 2011; Pastorális & Szeőke, 2011);
- Sophronia nem (Hb., 1825)
  - turjáni sarlósmoly (Sophronia ascalis Gozmány, 1951) — Magyarországon közönséges (Pastorális, 2011; Pastorális & Szeőke, 2011);
  - ürömrágó sarlósmoly (Sophronia chilonella Treitschke, 1833) — Magyarországon szórványos (Pastorális, 2011);
  - mezeiüröm-sarlósmoly (Sophronia consanguinella Herrich-Schäffer, 1854) — Magyarországon sokfelé előfordul (Pastorális, 2011; Pastorális & Szeőke, 2011);
  - kakukkfűszövő sarlósmoly (Sophronia humerella Denis & Schiffermüller, 1775) — Magyarországon sokfelé előfordul (Pastorális, 2011; Pastorális & Szeőke, 2011);
  - tarka sarlósmoly (Sophronia illustrella Hb., 1796) — Magyarországon sokfelé előfordul (Pastorális, 2011; Pastorális & Szeőke, 2011);
  - rozsdaszürke sarlósmoly (Sophronia semicostella Hb., 1813) — Magyarországon közönséges (Pastorális, 2011; Pastorális & Szeőke, 2011);
  - ürömfonó sarlósmoly (Sophronia sicariellus Zeller, 1839) — Magyarországon közönséges (Pastorális, 2011; Pastorális & Szeőke, 2011);